# Péninsule de Manhood
La péninsule de Manhood (en anglais : Manhood Peninsula, auparavant Hundred of Manwood) est une péninsule dans le sud-ouest du Sussex de l'Ouest en Angleterre.
Elle se trouve entre la Manche au sud, la ville de Chichester au nord, le port de Chichester à l'ouest et le port de Pagham à l'est. Le cap sud est Selsey Bill.

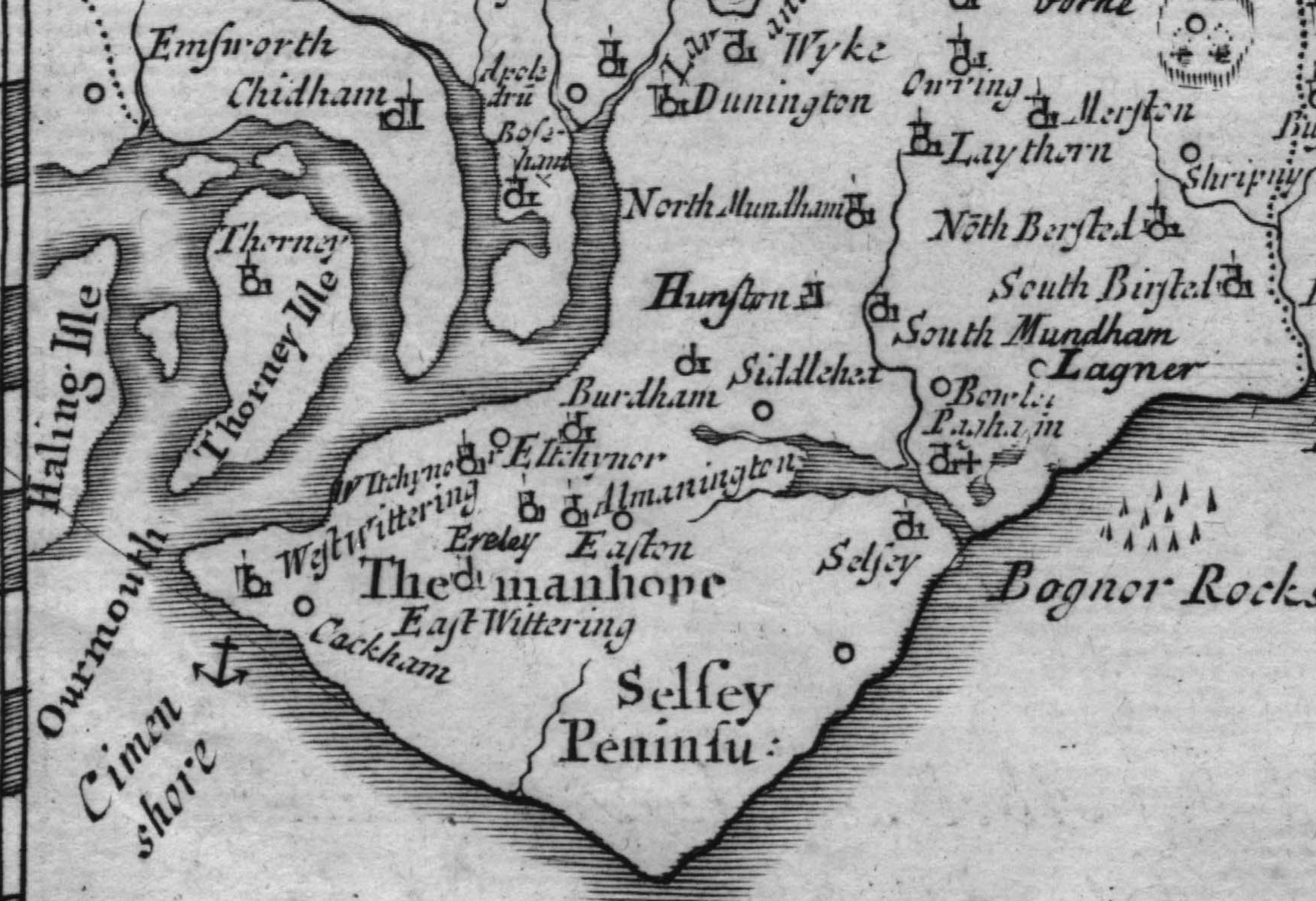
Détail de la carte du Sussex de 1695 par Robert Morden, avec la péninsule représentée sous le nom de The manhope.